# 宋潢 (嘉慶壬戌進士)
宋潢（？年—1808年），字星海，號仍吉、岸堂，山東省萊州府膠州（今屬青島市膠州市）人，清朝政治人物。

## 生平
乾隆五十四年（1789年）己酉恩科山東鄉試舉人。
嘉慶七年（1802年）壬戌科第二甲第七十三名進士出身。五月，選翰林院庶吉士。
十年（1805年）四月，散館，以知縣即用。
十一年（1806年），補授湖南桂陽直隸州臨武縣知縣。十二年（1807年），臨武縣旱災，宋潢齋戒祈雨，烈日下步行躬親勞憊，勸民製作桔槔汲水灌溉，給予酒食。為官嚴肅耿介、寬宏大度，臨武居民好爭訟，常因墳墓、山界糾紛搆釁纏訟直到傾家蕩產而不悔，宋潢查明案情往往再三婉轉勸諭息訟，不肯輕易進入庭訊而耗費民財；曾有豪族在夜間持五百兩銀拜訪關說訟案，宋潢叱責嚴拒。閒暇時召集諸生講課文藝，盛暑也不倦怠。十三年（1808年）卒於縣署中，除書籍外別無財物，其子因清貧無法舉喪歸鄉，經過仕紳接濟才扶柩返回山東。

## 家庭及關連
- 高祖父：宋世遠，康熙援例歲貢生。
- 曾祖父：宋士芳，康熙十五年拔貢生。
- 祖父：宋熙，乾隆四年進士，官壺關縣知縣。